# Leptasterias alaskensis
Leptasterias alaskensis is een zeester uit de familie Asteriidae.
De wetenschappelijke naam van de soort werd in 1909 gepubliceerd door Addison Emery Verrill.